# Чарівна пустунка
«Чарівна пустунка» (фр. La Belle Noiseuse) — франко-швейцарський драматичний фільм 1991 року, поставлений режисером Жаком Ріветтом за мотивами повісті Оноре де Бальзака «Невідомий шедевр». Фільм нагороджений Гран-прі 44-го Каннського міжнародного кінофестивалю .

## Сюжет
Літній художник Едуард Френгофер (Мішель Пікколі) десять років тому почав малювати картину «Чарівна пустунка», проте одружився з натурницею Ліз (Джейн Біркін), після чого впав у затяжну творчу кризу та закинув роботу. Коли до художника приїжджає його молодий колега Ніколя (Давид Бурштейн) зі своєю юною подругою Маріанною (Еммануель Беар), натхненний її красою Едуард вирішує завершити почату картину. Маріанна починає ходити до його студії позувати. Едуар ставить її в найнезвичніші пози, не зважаючи на їх зручність. З тривалих суперечок дівчини з майстром народжується шедевр.
За час роботи над картиною Маріанна змінюється, немовби відкриваючи в собі щось нове. Вона приймає рішення розірвати свої стосунки з Ніколя, що ревнує її. Муки народження шедевра також отруюють стосунки Френгофера з дружиною. Художник вирішує замурувати картину всередині стіни своєї студії.

## У ролях

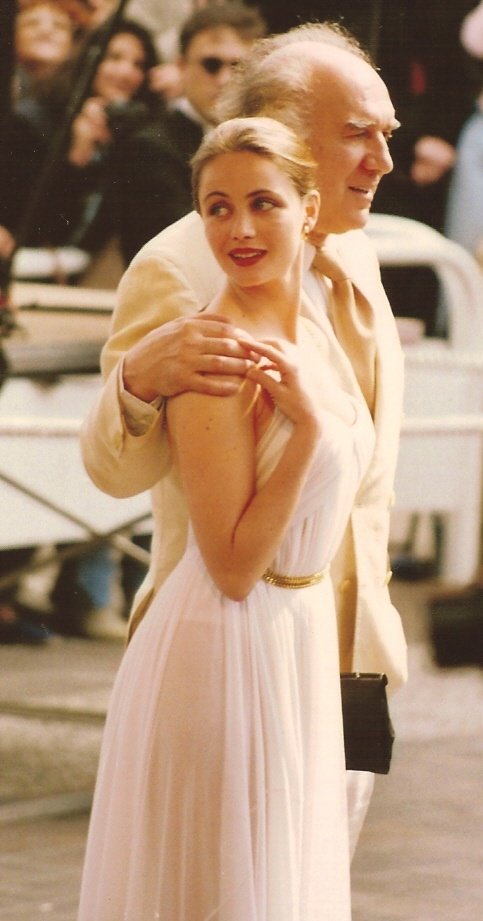
Еммануель Беар і Мішель Пікколі на презентації фільму на Каннському МКФ, 1991

| • Мішель Пікколі   | … | Едуард Френгофер, художник |
| • Джейн Біркін     | … | Ліз, його дружина          |
| • Еммануель Беар   | … | Маріанна                   |
| • Маріанна Денікур | … | Жульєнн                    |
| • Давид Бурштейн   | … | Ніколя, коханець Маріанни  |
| • Жиль Арбона      | … | Порбюс                     |
| • Марі Белью       | … | Магалі                     |
| • Марі-Клод Роже   | … | Франсуаза                  |
| • Дефні Гудфеллоу  | … | один з двох туристів       |
| • Сьюзен Робертсон | … | другий турист              |
| • Лейла Ремілі     | … | служниця                   |

## Знімальна група
- Автор сценарію — Паскаль Боніцер, Крістін Лоран, Жак Ріветт за мотивами повісті Оноре де Бальзака «Невідомий шедевр», (1831)
- Режисер-постановник — Жак Ріветт
- Продюсер — Мартіна Маріньяк
- Асоційований продюсер — Моріс Тіншант
- Оператор — Вільям Любчанський
- Монтаж — Ніколь Любчанськи
- Художник-постановник — Еммануель де Шовіньї
- Художник з костюмів — Лоуренс Струз

## Нагороди та номінації
| Список нагород та номінацій          | Список нагород та номінацій | Список нагород та номінацій                                             | Список нагород та номінацій | Список нагород та номінацій | Список нагород та номінацій |
| Кінофестиваль/Кінопремія             | Рік                         | Категорія                                                               | Номінант(и)                 | Результат                   | Дж                          |
| ------------------------------------ | --------------------------- | ----------------------------------------------------------------------- | --------------------------- | --------------------------- | --------------------------- |
| Каннський міжнародний кінофестиваль  | 1991                        | Золота пальмова гілка                                                   | Чарівна пустунка            | Номінація                   |                             |
| Каннський міжнародний кінофестиваль  | 1991                        | Гран-прі журі                                                           | Чарівна пустунка            | Перемога                    |                             |
| Каннський міжнародний кінофестиваль  | 1991                        | Приз екуменічного журі                                                  | Чарівна пустунка            | Перемога                    |                             |
| Асоціація кінокритиків Лос-Анджелеса | 1991                        | Найкращий іноземний фільм                                               | Чарівна пустунка            | Перемога                    |                             |
| Премія Сезар                         | 1995                        | Найкращий фільм                                                         | Чарівна пустунка            | Номінація                   |                             |
| Премія Сезар                         | 1995                        | Найкраща режисерська робота                                             | Жак Ріверт                  | Номінація                   |                             |
| Премія Сезар                         | 1995                        | Найкращий актор                                                         | Мішель Пікколі              | Номінація                   |                             |
| Премія Сезар                         | 1995                        | Найкраща акторка                                                        | Еммануель Беар              | Номінація                   |                             |
| Премія Сезар                         | 1995                        | Найкраща акторка другого плану                                          | Джейн Біркін                | Номінація                   |                             |
| Синдикат французьких кінокритиків    | 1992                        | Приз Французького синдикату кінокритиків за найкращий французький фільм | Чарівна пустунка            | Перемога                    |                             |
| Премія Kinema Junpo                  | 1992                        | Найкращий фільм іноземною мовою                                         | Чарівна пустунка            | Перемога                    |                             |

## Факти про фільм
Сценарій стрічки написаний за мотивами повісті Оноре де Бальзака «Невідомий шедевр», що оповідає про молоді літа Нікола Пуссена. Хоча імена основних дійових осіб збережені, дія перенесена з початку XVII століття у наш час. Кінцівка натхненна оповіданнями Генрі Джеймса і не має з бальзаківською нічого спільного.
Зйомки проходили в старовинному маєтку Асса під Монпельє у Франції.
Згідно з контрактом через рік після виходу фільму на екрани Жак Ріветт підготував для телепоказу скорочену вдічі версію «Чарівної пустунки». Вона має підзаголовок Divertimento — так називав варіації на теми своїх балетів Ігор Стравінський, чия музика звучить в титрах. У цьому варіанті використані виключно ті версії сцен, які не увійшли до початкового фільму. Оскільки кадри з малюючим Дюфуром майже всі були використані в чотиригодинній версії, в «Дивертисменті» менше оголеної натури і сцен позування, а основний акцент зміщений на драму стосунків Френгофера з дружиною, що ревнує його.